# 기획원

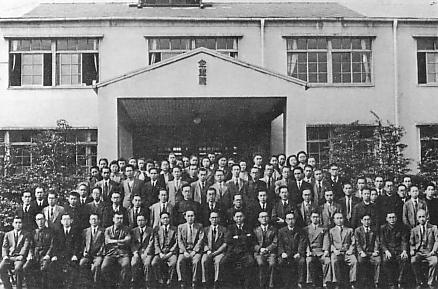
기획원 직원들

기획원(일본어: 企画院 키카쿠인[*], 영어: The [Cabinet] Planning Board)은 제2차 세계대전 당시 일본의 내각 직속기관으로, 물자동원 및 중요정책의 기획입안을 담당했다.
기획원의 전신은 1935년 5월 10일 설치된 총리 직속 국책연구기관 내각조사국(内閣調査局)이다. 내각조사국에는 혁신관료들과 육군의 스즈키 테이이치, 해군의 아베 카스케 등이 참가하여 국가전력 관리방안, 산업합리화 정책 등 각 방면의 정책 구체화 업무를 담당했다. 1931년 7월 공포된 중요산업통제법에서 시작해 5·15 사건, 2·26 사건을 거쳐 육군에서 통제파가 발흥한 이후, 소위 "신신관료(新々官僚)"의 아성인 내각조사국의 권한이 강해졌다. 하야시 내각 시대가 되면 내각조사국은 더욱 강력한 중요정책을 입안하는 조직으로서 1937년 5월 14일 기획청(企画庁)으로 재편 강화된다(칙령 제192호). 그리고 중일전쟁 발발 이후인 1937년 10월 25일, 내각기획청과 내각자원국을 통합하여 기획원을 발족시켰다. 이로써 탄생한 기획원은 국가총동원기관 겸 종합국책기획기관으로서 역할의 겸비한 강력한 기관이었다. 기획원은 중요정책의 기획입안 및 물자동원 기획입안을 통합하고 전시하 통제경제 제반대책을 일원화, 각 부처에 실시하는 기관이 되었고, 국가총동원법(1938년 5월 5일 시행) 이후 그 무류성을 강화해 나갔다.
예산과 법률에 아마추어인 군부보다 전문가인 관료의 힘이 강해지면서 기획원의 실제 주도권은 관료측에 있었다. 전후 기획원의 경제관료들은 공직추방으로부터 거의 살아남아 전후 일본의 부흥을 담당한 프로듀서 에이전트로 가동했다.

## 직제
- 총재 (친임관)
- 차장 (칙임관)
- 총재관방(総裁官房)
  - 총무실(総務室): 일반사무
- 총무부(総務部) → 제1부(第一部): 전시국가총동원 관계 사무
- 조사부(調査部) → 제2부(第二部): 생산력확충 관계 사무
- 내정부(内政部) → 제3부(第三部): 인구정책, 인구동원계획 관계 사무
- 산업부(産業部) → 제4부(第四部): 물자동원, 생활필수품, 수급통제사무
- 재무부(財務部) → 제5부(第五部): 재정 관계 사무
- 교통부(交通部) → 제6부(第六部): 교통동원기획사무
- 과학부(科学部) → 제7부(第七部): 과학동원, 과학연구 관계 사무

## 같이 보기
- 기획원 사건